# Ascochytulina
Ascochytulina är ett släkte av svampar. Ascochytulina ingår i divisionen sporsäcksvampar och riket svampar.